# Sens-de-Bretagne
Sens-de-Bretagne (bretonisch: Sen) ist eine französische Gemeinde mit 2.620 Einwohnern (Stand: 1. Januar 2022) im Département Ille-et-Vilaine in der Region Bretagne. Sie gehört zum Arrondissement Rennes und zum Kanton Val-Couesnon. Die Einwohner werden Sénonais genannt.

## Geografie
Sens-de-Bretagne liegt etwa 26 Kilometer westlich von Fougères und 35 Kilometer nordnordwestlich von Rennes. Umgeben wird Sens-de-Bretagne von den Nachbargemeinden Saint-Rémy-du-Plain im Norden, Rimou im Norden und Nordosten, Romazy im Nordosten, Vieux-Vy-sur-Couesnon im Osten, Gahard im Süden, Andouillé-Neuville im Süden und Südwesten sowie Feins im Westen.

## Bevölkerungsentwicklung
| Jahr                       | 1962 | 1968 | 1975 | 1982 | 1990 | 1999 | 2006 | 2013 | 2020 |
| Einwohner                  | 1329 | 1409 | 1426 | 1374 | 1393 | 1515 | 1961 | 2559 | 2598 |
| Quellen: Cassini und INSEE |      |      |      |      |      |      |      |      |      |

## Sehenswürdigkeiten
- Kirche Saint-Sulpice, 1857 bis 1860 erbaut, Monument historique
- Gasthaus La Tourelle, Monument historique
- Rathaus, Monument historique

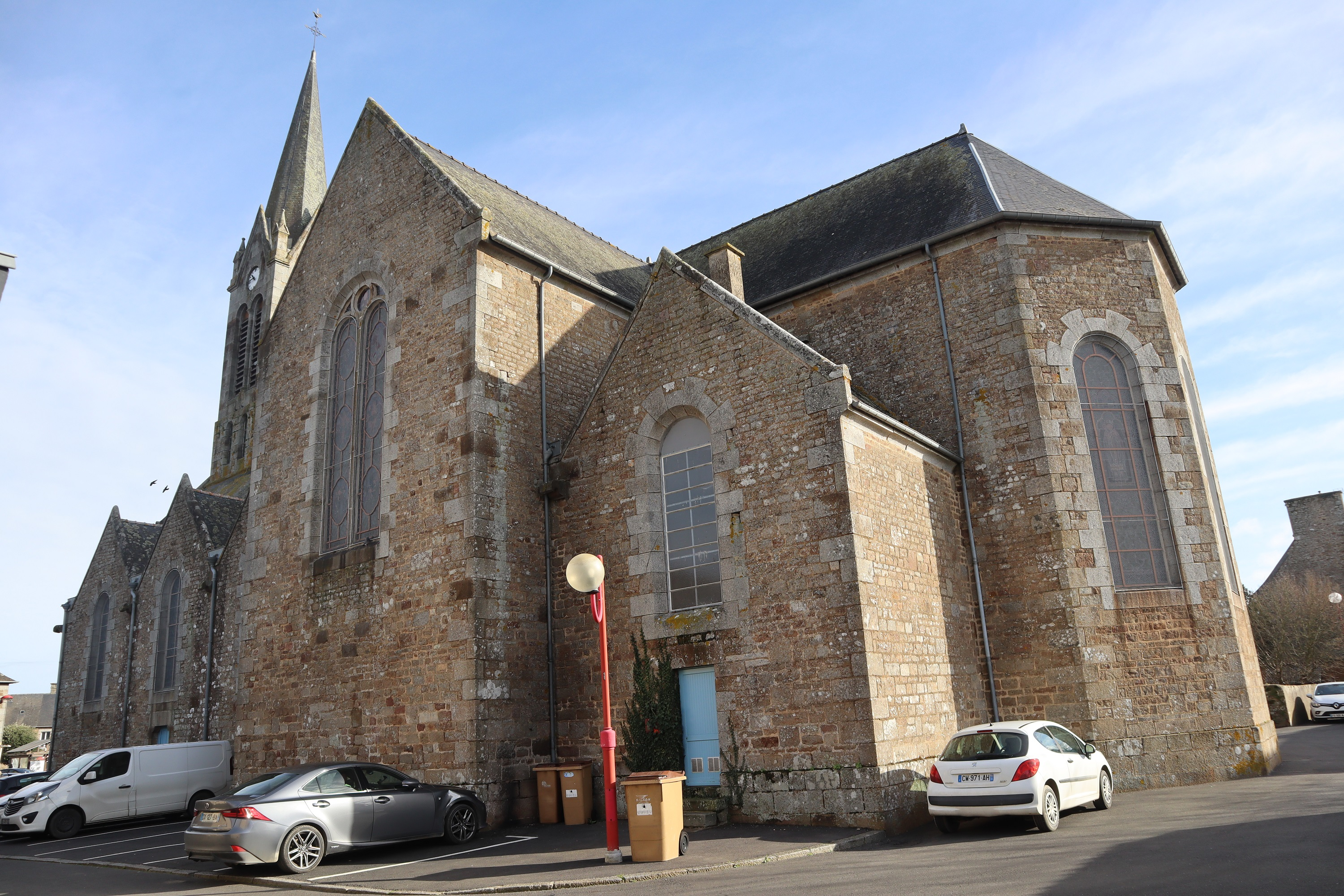
Kirche Saint-Sulpice
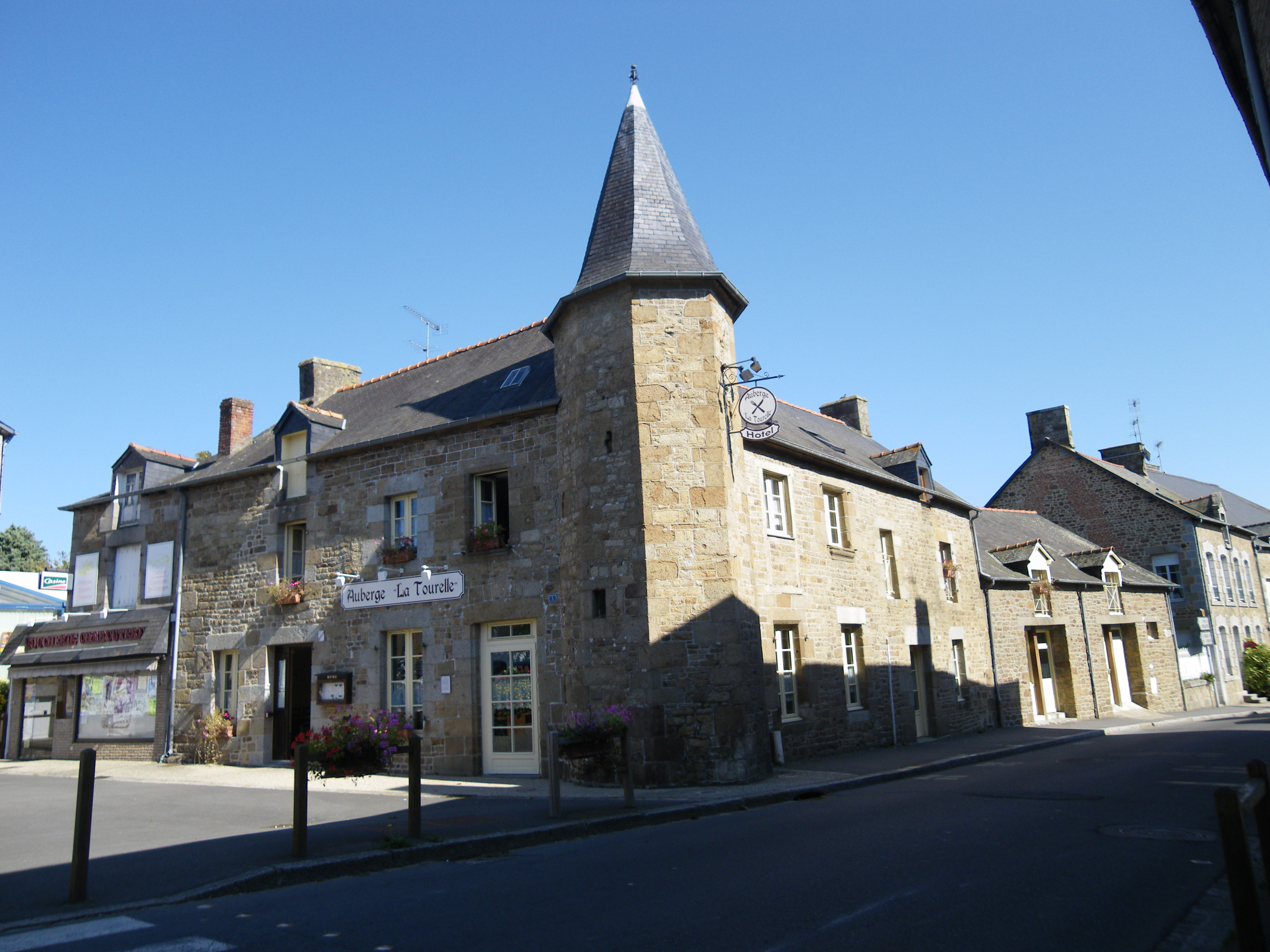
Gasthaus La Tourelle
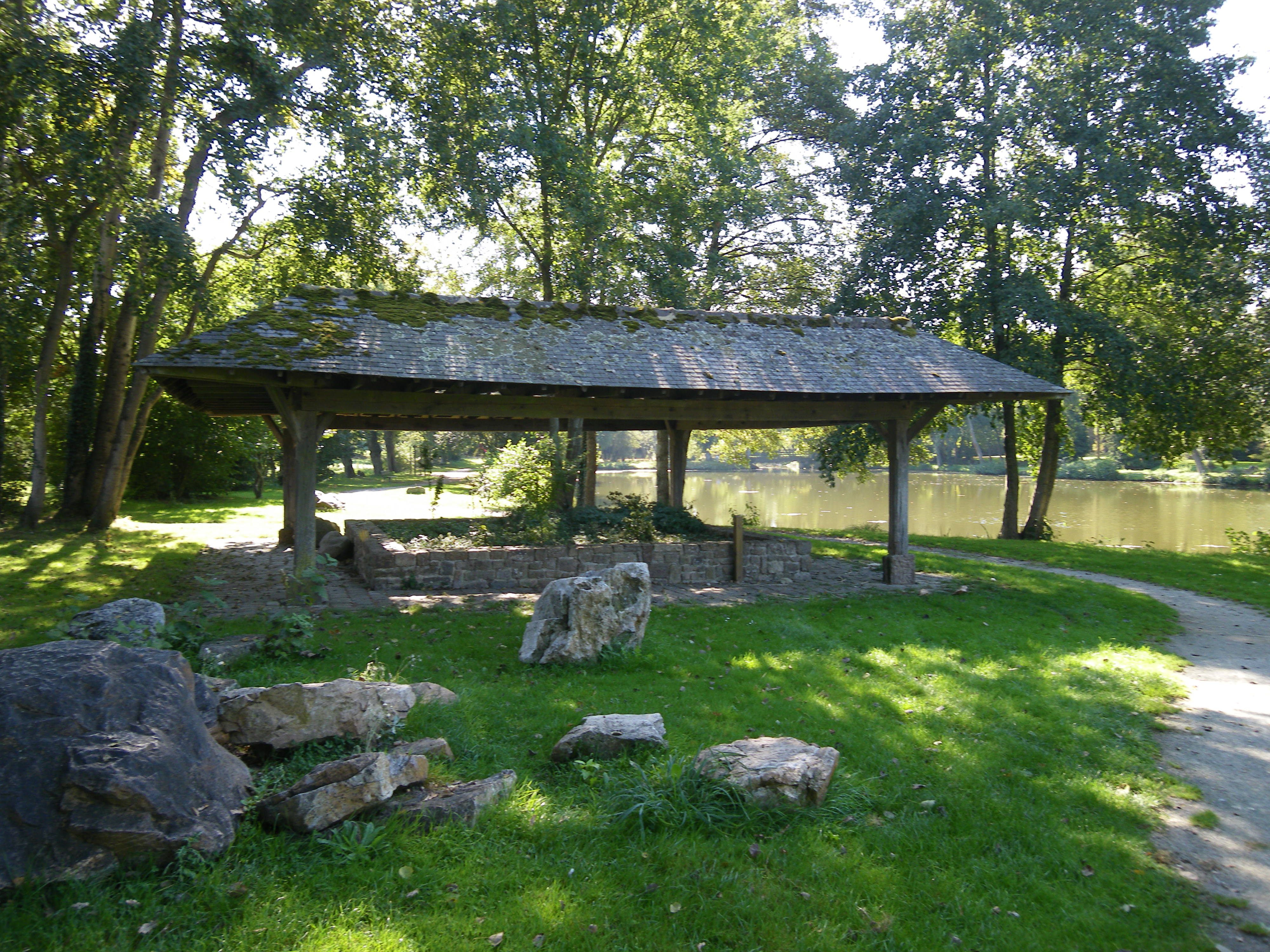
Ehemaliges Waschhaus im Park von Sens-de-Bretagne